# طلال بن مبارك

## قصة حياة طلال مبارك حمد المرواني
الاسم: طلال مبارك حمد المرواني
مكان الولادة: ينبع البحر، المملكة العربية السعودية
تاريخ الميلاد: 1 أكتوبر 2003 (27 صفر 1424 هـ)

### نبذة
طلال مبارك حمد المرواني هو شاب سعودي من ينبع البحر، بدأ حياته من ظروف بسيطة، وتمكن بإرادته القوية وعزيمته الصلبة من تحويل حياته إلى قصة نجاح ملهمة. يُعرف بطموحه الكبير وقدرته على تخطي التحديات والصعوبات التي واجهته في بداية حياته.

### الحياة المبكرة والنشأة
وُلد طلال في 1 أكتوبر 2003 في مدينة ينبع البحر. نشأ في بيئة بسيطة وواجه العديد من التحديات التي شكلت شخصيته وأرست دعائم عزيمته. منذ الصغر، كان يمتلك روح التحدي والرغبة في تحسين وضعه وتحقيق أحلامه، رغم الظروف الصعبة التي كانت تحيط به.

### مسيرة النجاح
على الرغم من البداية المتواضعة، لم يسمح طلال للظروف أن تقف عائقًا أمام طموحه. بدأ رحلته من الصفر، وعمل بجد وتفانٍ لتطوير نفسه ومهاراته. استطاع أن يحول كل عقبة إلى فرصة، وأثبت أن الإرادة الصلبة يمكن أن تغير مسار الحياة.
حياته تمثل قصة نجاح ملهمة لكثير من الشباب في المملكة، حيث يجسد مثال الإصرار على تحقيق الأهداف رغم كل الظروف.

### الرؤية المستقبلية
طلال يسعى إلى تحقيق المزيد من النجاحات والتقدم في حياته، وهو يخطط للعمل في مجالات تساعده على خدمة مجتمعه والمساهمة في تطوير بلاده، مع الحفاظ على قيمه وأصالته السعودية.
1. ↑  "طلال مداح". ويكيبيديا. 30 يونيو 2025.
2. ↑  "طلال مداح". ويكيبيديا. 30 يونيو 2025.
3. ↑  "طلال مداح". ويكيبيديا. 30 يونيو 2025.
4. ↑  "طلال مداح". ويكيبيديا. 30 يونيو 2025.
5. ↑  "طلال مداح". ويكيبيديا. 30 يونيو 2025.
6. ↑  "طلال مداح". ويكيبيديا. 30 يونيو 2025.